# Ezekiel Jafary
Ezekiel Jafary (30 dicembre 1989) è un maratoneta tanzaniano.

## Palmarès
| Anno | Manifestazione | Sede    | Evento   | Risultato | Prestazione | Note                                     |
| ---- | -------------- | ------- | -------- | --------- | ----------- | ---------------------------------------- |
| 2015 | Mondiali       | Pechino | Maratona | 27º       | 2h23'43"    | Miglior prestazione personale stagionale |
| 2017 | Mondiali       | Londra  | Maratona | 12º       | 2h14'05"    |                                          |

## Altre competizioni internazionali
2007
- Oro alla St Denis La Voiye Royale Half Marathon - 1h02'29"
- Argento alla Boulogne Billancourt Half Marathon - 1h02'48"
- Bronzo alla Bourges Half Marathon ( Bourges) - 1h05'27"
- 4º alla Friville Escarbotin Half Marathon - 1h04'40"
- 19º ai Campionati del mondo di corsa su strada 2007 ( Udine) - 1h01'28"

2008
- Bronzo alla Moshi Kilimanjaro Half Marathon - 1h04'59"

2009
- Oro alla Verbania Lago Maggiore Half Marathon ( Verbania) - 1h00'41"
- 12º alla Mezza maratona di Praga ( Praga) - 1h03'38"

2011
- Bronzo alla Mezza maratona di Amburgo ( Amburgo) - 1h03'37"
- 4º alla Zwolle Half Marathon ( Zwolle) - 1h01'44"

2012
- 10º alla Lanzhou Marathon - 2h19'18"

2014
- 10º alla Maratona di Seul ( Seul) - 2h14'05"

2017
- 6º alla Maratona di Hannover ( Hannover) - 2h11'55"

2018
- 12º alla Maratona di Francoforte ( Francoforte sul Meno) - 2h13'32"

2019
- 9º alla Maratona di Nagano ( Nagano) - 2h15'13"